# Pierre Boaistuau
Pierre Boaistuau,  conocido también como  Pierre Launay (1517, Nantes - 1566, París) fue un autor, editor y traductor francés. Es el primer editor de las novelas de Margarita de Angulema, conocidas como el Heptamerón. Su mayor éxito como autor fue en Le Théâtre du Monde (1558). 

## Comentarios
Aunque fue conocido por 'Boaistuau', sin embargo aparecen en su obra nada menos que doce escrituras similares de su nombre: Boistuau, Boiastuau, Boaisteau, Boisteau, Boaystuau, Boysteau, Bouaistuau, Bouesteau, Bouaystuau, Bosteau, Baistuau o Boiestuau. 
Boaistuau fue escritor y traductor así como un gran compilador de textos del pasado. Logró un lugar notable en el desarrollo de la literatura francesa en la segunda mitad del siglo XVI, con dos géneros promovidos por él: la "historia trágica", basada en los relatos italianos de Matteo Bandello, o la "historia prodigiosa", que reúne narraciones extraordinarias. 
Uno de los libros de mayor venta en su tiempo en Francia, y además conocido por gente culta —como médicos y otros humanistas—, fue la serie de reflexiones Le Théâtre du Monde, que apareció en París en 1558 (hay una reciente edición suiza, de 1981). En él habla ensayísticamente de las miserias del hombre y de sus distintas adversidades, como guerras, enfermedades, hambrunas. 
Como complemento a Le Théâtre du Monde, publicó el texto Bref Discours de l’Excellence et dignité de l’homme (París, 1559), en donde por el contrario elogia sus habilidades, basadas en la confluencia humana entre cuerpo y alma. 
Al final redactó una Historia de las persecuciones a los cristianos.

## Obras

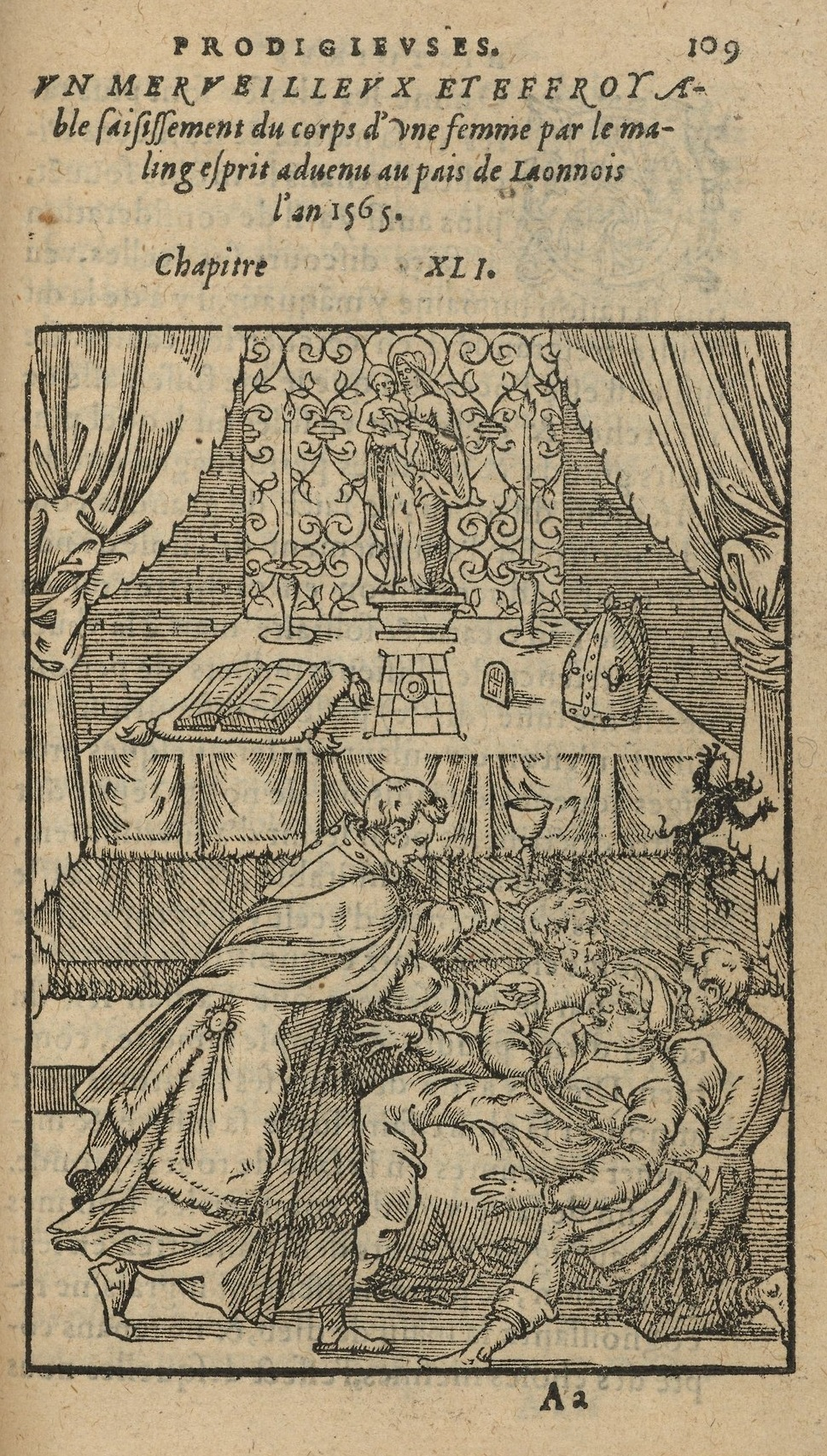
Illustration from a 1575 edition of Histoires prodigieuses

- L' Histoire de Chelidonius Tigurinus svr l’institution des princes Chrestiens, & origine des Royaumes, traduyt de latin en Françoys, par Pierre Bouaistuau, natif de Bretaigne des parties de Nantes, avec un traité de paix & de guerre, & un autre de l’excellence et dignité de mariage. Ensemble vne autre hystoire de la faulse religion de Mahommet, & par quel moyen il a seduyt tant de peuple, lesquelz sont de l’inuention du translateur, París, V. Sertenas 1556.
- Le Théâtre du monde, ou il est faict vn ample discours des miseres humaines, composé en Latin par Pierre Boaystuau, surnommé Launay, natif de Bretaigne: puis traduict par luy mesme en François. Dedié à Reverendissime Prelat, Iaques de Betoun, Archeuesque de Glasco Paris, V. Sertenas, 1558.

Traducido al español: El Theatro del mundo de Pedro Bouistuau llamado Launay, en el cual ampliamente trata las miserias del hombre. Traducido de lengua francesa, en la nuestra castellana, por el maestro Baltasar Perez del Castillo. Dirigido al illustrissimo y reverendissimo señor, Don Fernando de Valdes, Arçobispo de Seuilla, e inquisidor mayor de Castilla. Y un breve discurso de la excellencia y dignidad del hombre Alcala, A. de Angulo, 1564.
- Bref discours de l’excellence et dignité de l’homme. Faict en Latin par P. Bouaystuau surnommé Launay, natif de Bretagne, puis traduit par luy mesme en François. Dedie à mersieurs Iacques et Alexandre de Betoun, Gentilz hommes Escossois freres Paris, V. Sertenas, 1558.
- Histoires des amans fortunez, dédiées à très illustre princesse madame Marguerite de Bourbon, duchesse de Nivernois Paris, G. Gilles, 1558. Es una edición de historias de `Margarita de Angulema por la que fue acusado de plagio.
- Histoires tragiques extraictes des oeuures italiennes de Bandel, et mises en nostre langue françoise, par Pierre Boaistuau surnommé Launay, natif de Bretaigne. Dediées à Monseigneur Matthieu de Mauny, Abbé des NoyersParis, V. Sertenas, 1559, traducción de seis Novelle de Matteo Bandello de Lucca, Busdrago, 1554.
- Histoires prodigieuses les plus mémorables qui ayent esté observées, depuis la Nativité de Iesus Christ, iusques à nostre siècle: Extraites de plusieurs fameux autheurs, Grecz, & Latins, sacrez & profanes, París 1560. Es una colección de cuentos extraños sobre monstruos y criaturas marinas, entre otros seres.
- Histoires Prodigieuses, extraictes de plusierus fameux autheurs, Grecs et Latins, sacez et prophanes: mise en nostre langue par P. (B., surnommé Launay), natif de Bretagne: avec les pourtraitcts et figures (...), París 1566. Una colección de relatos extraordinarios de los terribles actos del Demonio, los seres demoniacos, y particularmente de los monstruos. Incluye las razones por la que existen los monstruos, criaturas acuáticas, entre otros.
- L'Histoire de Chelidonius Tigurinus sur l'institution des Princes Chrestiens et origine des Royaumes, Traduit de Latin en Francoys... Avec un traite de paix et de guerre, et un autre de l'excellence et dignite de Mariage. Ensemble une autre hystoire de la fausse religion de Mahommet, et par quel moyen, Amberes, 1570.
- Histoire des persecutions de l’ Eglise chrestienne et catholique, París, 1572.

- Datos: Q1395481
- Multimedia: Pierre Boaistuau / Q1395481